# O Quatrilho - Il quadriglio
O Quatrilho - Il quadriglio, noto anche come O Qu4trilho (O Quatrilho), è un film brasiliano del 1995 diretto da Fábio Barreto e basato sul romanzo omonimo di José Clemente Pozenato. La storia racconta i dettagli della vita degli immigrati italiani in Brasile all'inizio del XX secolo.
Il film fu candidato all'Oscar al miglior film straniero.

## Trama
Nel 1910, in una comunità rurale nel Rio Grande do Sul, Brasile, abitata da immigrati italiani, due coppie di sposi, amici da tempo, dividono la stessa casa.  Ma una delle due mogli si innamora dell'uomo dell'altra coppia. Entrambi decidono di fuggire e cominciare una nuova vita, lasciandosi alle spalle i loro partner. Questi ultimi finiscono per mettersi insieme anch'essi.

## Produzione
Il film fu prodotto dalla Luiz Carlos Barreto Produções Cinematográficas e dalla Filmes do Equador.

## Distribuzione
In Brasile, il film uscì nelle sale il 20 ottobre 1995; in Portogallo, il 22 novembre 1996. Nel 1997, fu distribuito in Spagna (30 gennaio) e in Australia (5 agosto); in Grecia, fu presentato il 24 novembre 2006 al Thessaloniki International Film Festival.